# John Mahoney
Ne doit pas être confondu avec John Mulaney.
Pour les articles homonymes, voir Mahoney.
Charles John Mahoney, dit John Mahoney, est un acteur britannico-américain, né le 20 juin 1940 à Blackpool, et mort le 4 février 2018 à Chicago.

## Biographie
Mahoney est le septième et avant-dernier enfant d'une famille de huit. Son père était un boulanger qui appréciait la musique classique, tandis que sa mère, une femme au foyer, préférait la littérature. En dépit de leur amour des arts, ses parents ne formaient pas un couple heureux et passaient leur temps à se disputer ou à s'éviter. John Mahoney a pu partir aux États-Unis grâce à son aînée. Naturalisé américain en 1959, peu après sa démobilisation, il a commencé sa vie professionnelle comme professeur d'anglais puis éditeur d'une revue médicale. Ce n'est que vers la fin des années 1970 qu'il a envisagé de se reconvertir en acteur. Parmi ses connaissances se trouvait John Malkovich qui l'a d'ailleurs soutenu et encouragé. Il est par ailleurs apparu dans le rôle d'une drag queen dans la série Urgences.
Mahoney a peu parlé de sa vie privée, mais a révélé avoir entretenu plusieurs liaisons amoureuses. En revanche, il ne s'est jamais marié.

## Filmographie

### Cinéma
- 1982 : Mission Hill, de Bob Jones
- 1985 : Sale temps pour un flic (Code of Silence), d'Andrew Davis : 'Prowler' Representative
- 1986 : Le Projet Manhattan, de Marshall Brickman : le lieutenant-colonel Conroy
- 1986 : Streets of Gold, de Joe Roth : Linnehan
- 1987 : Les Filous (Tin Men), de Barry Levinson : Moe Adams
- 1987 : Suspect dangereux (Suspect), de Peter Yates : Juge Matthew Bishop Helms
- 1987 : Éclair de lune (Moonstruck), de Norman Jewison : Perry
- 1988 : Frantic, de Roman Polanski : U.S. Embassy Official
- 1988 : La Main droite du diable (Betrayed), de Constantin Costa-Gavras : Shorty
- 1988 : Les Coulisses de l'exploit (Eight Men Out), de John Sayles : William « Kid » Gleason
- 1989 : Un monde pour nous (Say Anything...), de Cameron Crowe : James Court
- 1990 : La Maison Russie (The Russia House), de Fred Schepisi : Brady
- 1990 : Maux d'amour (Love Hurts), de Bud Yorkin : Boomer
- 1991 : Barton Fink, des frères Coen : W.P. Mayhew
- 1992 : Article 99, de Howard Deutch : Dr. Henry Dreyfoos
- 1993 : Dans la ligne de mire (In the Line of Fire), de Wolfgang Petersen : Sam Campagna, directeur du Secret Service
- 1993 : Piège en eaux troubles (Striking Distance), de Rowdy Herrington : Lt. Vincent Hardy
- 1994 : Génération 90 (Reality Bites), de Ben Stiller : Grant Gubler
- 1994 : Le Grand Saut (The Hudsucker Proxy), des frères Coen : Chief Editor Manhattan Argus
- 1995 : Le Président et Miss Wade (The American President), de Rob Reiner : Leo Solomon
- 1996 : Mariette in Ecstasy, de John Bailey : Dr. Claude Baptiste
- 1996 : Peur primale (Primal Fear), de Gregory Hoblit : John Shaughnessy
- 1996 : Petits mensonges entre frères (She's the One), d'Edward Burns : M. Fitzpatrick
- 1998 : Fourmiz (Antz) : Grebs / Drunk Scout / Additional Voices (voix)
- 1999 : Le Géant de fer (The Iron Giant) : General Rogard (voix)
- 2000 : Le Club des cœurs brisés (The Broken Hearts Club: A Romantic Comedy), de Greg Berlanti : Jack
- 2001 : Almost Salinas, de Terry Green : Max Harris
- 2001 : Atlantide, l'empire perdu (Atlantis: The Lost Empire) : Preston B. Whitmore (voix)
- 2003 : Les Énigmes de l'Atlantide (Atlantis: Milo's Return) (vidéo) : Whitmore (voix)
- 2004 : Noël : Archdeacon
- 2005 : Kuzco 2 (vidéo) : Papi (voix)
- 2007 : Coup de foudre à Rhode Island (Dan in Real Life), de Peter Hedges : Poppy Burns
- 2010 : Un cœur à l'envers (Flipped), de Rob Reiner : Chet Duncan

### Télévision
- 1982 : Will: The Autobiography of G. Gordon Liddy
- 1982 : Chicago Story (série télévisée) : lieutenant Roselli
- 1983 : À l'œil nu (Through Naked Eyes) : capitaine de police
- 1985 : First Steps : producteur de 60 Minutes
- 1985 : Lady Blue : capitaine Flynn
- 1986 : Trapped in Silence : docteur Winslow
- 1986 : The Christmas Gift : Bob
- 1987 : The House of Blue Leaves : Artie Shaughnessy
- 1988 : The Hustler of Money : Fast Eddie Felson
- 1988 : Favorite Son (feuilleton TV) : Lou Brenner
- 1989 : Dinner at Eight : Oliver Jordan
- 1990 : Cas de conscience (The Image) : Irv Mickelson
- 1990 : H.E.L.P. (série télévisée) : Chief Patrick Meacham
- 1991 : The 10 Million Dollar Getaway : Jimmy Burke
- 1992 : The Human Factor (série télévisée) : docteur Alec McMurtry
- 1992 : The Secret Passion of Robert Clayton : Robert Clayton Sr.
- 1992 : Le Moteur à eau (The Water Engine) : Mason Gross
- 1993 : Frasier (série télévisée) : Martin Crane
- 2005 : Fathers and Sons : Gene
- 2009 : En analyse : Walter Barnett
- 2009 / 2010 : Burn Notice (série télévisée) : Management